# Rosja na Zimowych Igrzyskach Paraolimpijskich 2006
Reprezentacja Rosji na Zimowych Igrzyskach Paraolimpijskich 2006 liczyła 29 sportowców.

## Medale

### Złote medale
Narciarstwo klasyczne (biathlon i biegi narciarskie)
11 marca: Rustam Garifoullin, biathlon, 12,5 km mężczyzn stojąc
11 marca: Vladimir Kisilev, biathlon, 12,5 km mężczyzn siedząc
12 marca: Taras Kryjanovski, biegi narciarskie, 5 km mężczyzn siedząc
14 marca: Irek Mannanov, biathlon, 7,5 km mężczyzn niewidomych
14 marca: Rustam Garifoullin, biathlon, 7,5 km mężczyzn stojąc
14 marca: Alena Gorbunova, biathlon, 7,5 km kobiet stojąc
14 marca: Vladimir Kisilev, biathlon, 7,5 km mężczyzn siedząc
15 marca: Anna Burmistrova, biegi narciarskie, 10 km kobiet stojąc
15 marca: Taras Kryjanovski, biegi narciarskie, 10 km mężczyzn siedząc
15 marca: Lioubov Vasilieva, biegi narciarskie, 10 km kobiet niewidomych
17 marca: Irina Polyakova, Lioubov Vasilieva, Tatiana Iljutsjenko, biegi narciarskie, sztafeta 3x2,5 km kobiet
19 marca: Kirill Mikhajlov, biegi narciarskie, 20 km mężczyzn stojąc
19 marca: Lioubov Vasilieva, biegi narciarskie, 15 km kobiet niewidomych

### Srebrne medale
Narciarstwo klasyczne (biathlon i biegi narciarskie)
11 marca: Alfis Makamedinov, biathlon, 12,5 km mężczyzn stojąc
11 marca: Irek Mannanov, biathlon, 12,5 km mężczyzn niewidomych
11 marca: Taras Kryjanovski, biathlon, 12,5 km mężczyzn siedząc
12 marca: Anna Burmistrova, biegi narciarskie, 5 km kobiet stojąc
12 marca: Tatiana Iljutsjenko, biegi narciarskie, 5 km kobiet niewidomych
14 marca: Anna Burmistrova, biathlon, 7,5 km kobiet stojąc
15 marca: Alfis Makamedinov, biegi narciarskie, 10 km mężczyzn stojąc
15 marca: Sergej Sjilov, biegi narciarskie, 10 km mężczyzn siedząc
15 marca: Tatiana Iljutsjenko, biegi narciarskie, 10 km kobiet niewidomych
17 marca: Sergej Sjilov, Irek Mannanov, Rustam Garifoullin, 1x3,75+2x5 km biegi narciarskie, sztafeta mężczyzn
18 marca: Taras Kryjanovski, biegi narciarskie, 15 km mężczyzn siedząc
19 marca: Anna Burmistrova, biegi narciarskie, 15 km kobiet stojąc
19 marca: Alfis Makamedinov, biegi narciarskie, 20 km mężczyzn stojąc

### Brązowe medale
Narciarstwo klasyczne (biathlon i biegi narciarskie)
11 marca: Mikhail Terentiev, biathlon, 12,5 km mężczyzn siedząc
12 marca: Lioubov Vasilieva, biegi narciarskie, 5 km kobiet niewidomych
14 marca: Elvira Ibraginova, biathlon, 7,5 km kobiet niewidomych
15 marca: Kirill Mikhajlov, biegi narciarskie, 10 km mężczyzn stojąc
15 marca: Valeri Kouptsjinsky, biegi narciarskie, 10 km mężczyzn niewidomych
18 marca: Sergej Sjilov, biegi narciarskie, 15 km mężczyzn siedząc
19 marca: Tatiana Iljutsjenko, biegi narciarskie, 15 km kobiet niewidomych